# Лохвицька міська рада
Лохвицька міська рада — орган місцевого самоврядування у Лохвицькому районі Полтавської області з центром у місті Лохвиця. Окрім міста Лохвиці раді підпорядковано ще село Криниця.

## Географія
Територією, що підпорядкована міській раді, протікає річка Лохвиця.

## Влада
Загальний склад ради — 30
Міські голови (голови міської ради)
- Радько Віктор Іванович з 2015 року